# Baḩrūdī
Baḩrūdī (persiska: بحرودی) är en ort i Iran.   Den ligger i provinsen Khorasan, i den nordöstra delen av landet, 700 km öster om huvudstaden Teheran. Baḩrūdī ligger 1 170 meter över havet och antalet invånare är 615.
Terrängen runt Baḩrūdī är platt.Runt Baḩrūdī är det ganska tätbefolkat, med 56 invånare per kvadratkilometer. Närmaste större samhälle är Nīshābūr, 6,8 km norr om Baḩrūdī. Omgivningarna runt Baḩrūdī är i huvudsak ett öppet busklandskap.